# Artemisia norvegica
Artemisia norvegica, tên thông thường ngải Na Uy, là một loài thực vật có hoa trong họ Cúc. Loài này được Fr. mô tả khoa học đầu tiên năm 1817.